# 淮海中路1431号花园住宅

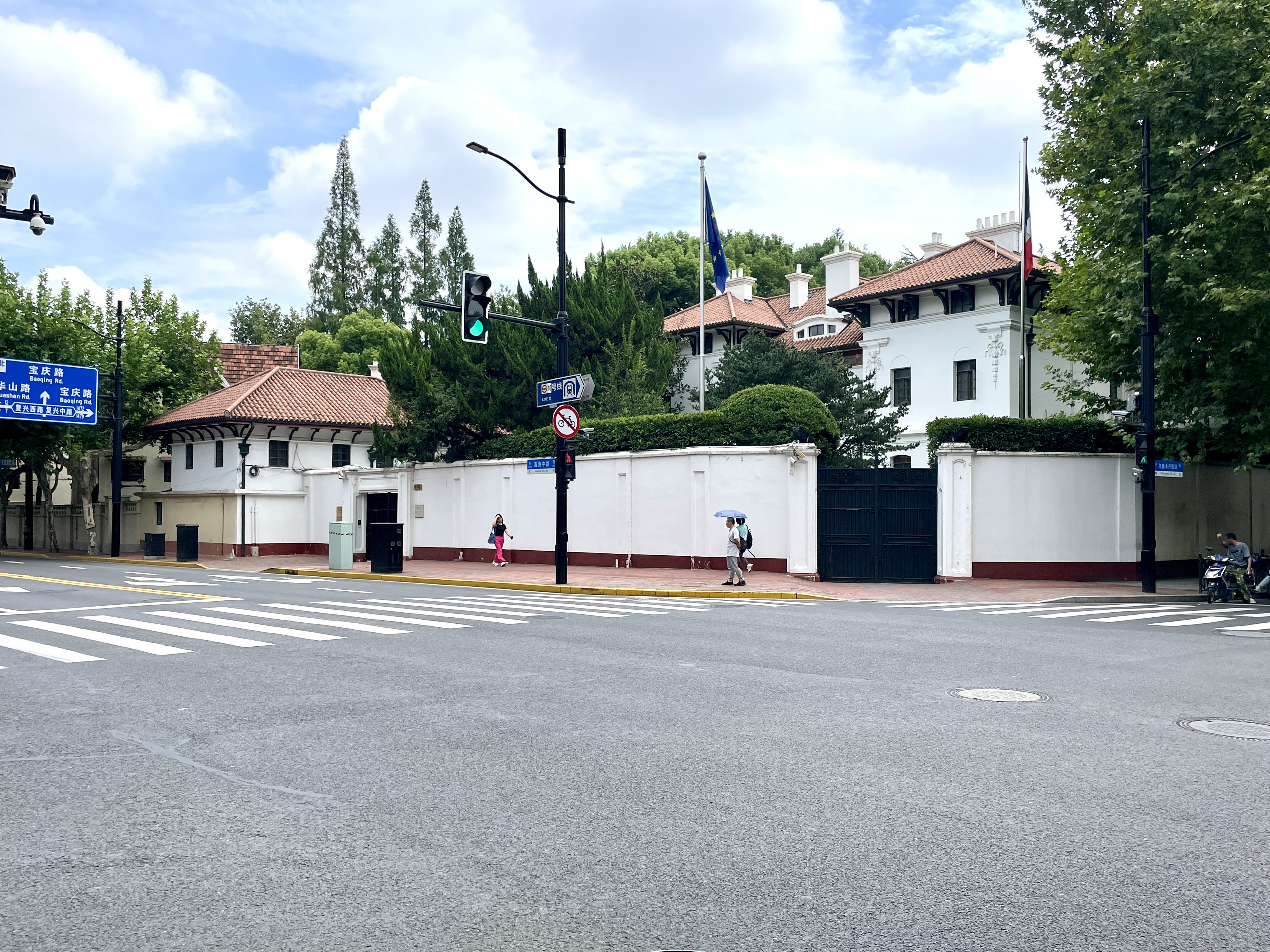
淮海中路1431号花园住宅

淮海中路1431号花园住宅是中国上海的历史建筑，位于今徐汇区天平街道淮海中路1431号（淮海中路南侧，乌鲁木齐南路以东）。该建筑建于1921年，原为巴塞住宅，2层砖混结构，意大利建筑风格，南立面对称，采用三段式构图。该处曾是西班牙和朝鲜领事馆。现为法国领事官邸。
1994年，淮海中路1431号花园住宅被列为第二批上海市优秀历史建筑，编号D-Ⅲ-006。